# Ture Schaar

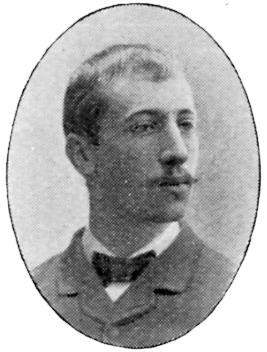
Ture Schaar.

Ture Gabriel Schaar, född 10 juni 1864 i Göteborg, död där 25 februari 1945, var en svensk arkitekt. 
Han var son till telegrafdirektören Sten Albert Schaar och Hulda Wallenberg. Han studerade vid Chalmers tekniska läroanstalt i Göteborg 1884-1887, KTH 1887-1888 samt vid Kungliga Akademien för de fria konsterna 1888-1891. Ture Schaar medverkande som arkitekt bland annat vid operabygget, Nordiska museet, Riksdagshuset, Gripsholms restaurering, Grand Hôtel, Restaurant Metropol, Rydberg och Upländska enskilda banken i Uppsala. 
Decennierna före sin död ägnade han främst år måleri, företrädesvis blomstermotiv i pastell. Han var även känd som en framstående pianist.